# Tsutomu Kitade
Tsutomu Kitade (japanisch 北出 勉 Kitade Tsutomu; * 18. September 1978 in Hokkaido) ist ein ehemaliger japanischer Fußballspieler.

## Karriere
Kitade erlernte das Fußballspielen in der Schulmannschaft der Muroran Otani High School und der Universitätsmannschaft der Doto-Universität. Seinen ersten Vertrag unterschrieb er 2001 bei den Júbilo Iwata. Der Verein spielte in der höchsten Liga des Landes, der J1 League. 2003 wechselte er zum Zweitligisten Shonan Bellmare. Für den Verein absolvierte er 39 Ligaspiele. 2006 wechselte er zum Drittligisten Tochigi SC. Ende 2007 beendete er seine Karriere als Fußballspieler.

## Erfolge
Júbilo Iwata
- J1 League

Meister: 2002
Vizemeister: 2001
- J.League Cup

Finalist: 2001